# Доротея Бранд
Еліс Доротея Олден Томпсон (англ. Alice Dorothea Alden Thompson), у шлюбі Бранд (англ. Dorothea Brande; *12 січня 1892,  Чикаго — †17 грудня 1948, Бостон) — американська письменниця, лекторка, редакторка, журналістка. Відома в першу чергу як авторка бестселера «Прокинься та живи!» (1936).

## Біографія
Була наймолодшою із п'яти дітей Фредеріка та Еліс Томпсонів. Навчалася в Чиказькому університеті, Інституті Льюїса (після злиття з  Armour Institute of Technology перейменований в Іллінойський технологічний інститут) та в Мічиганському університеті. Працювала газетною репортеркою у Чикаго, пізніше влаштувалася начальницею відділу розповсюдження в журнал «The American Mercury». 
У 1930-і роки працювала помічницею редактора в нью-йоркському часописі «Bookman, а згодом у його наступнику – журналі «The American Review». З кінця 1930-х Бранд керувала заочною школою для письменників-початківців та їздила по країні із циклом лекцій. 
У 1916 році одружилася з чиказьким репортером Гербертом Брандом. Шлюб закінчився розлученням. У 1936 році одружилася з Сьюардом Коллінзом (1899–1952), засновником та редактором журналів «Bookman» та «The American Review». 
Доротея Бранд померла в Бостоні 17 грудня 1948 року. Залишила сина від першого шлюбу – Джастіна Бранда (1917–2000).

## Літературна діяльність
Доротея Бранд є авторкою книг «Becoming a Writer» (1934), «Most Beautiful Lady» (1935), «Прокинься та живи!» («Wake Up and Live!») (1936), «Letters to Philippa» (1937), «My Invincible Aunt» (1938).
Найвідоміша книга Бранд, «Прокинься та живи!», написана під час Великої депресії, розійшлася загальним накладом у більш ніж 2 мільйони примірників. Книга, з-поміж іншого, містить 12 тренувальних вправ для покращення роботи мозку. У 1937 році за мотивами книги кінокомпанія «Двадцяте Століття Фокс» зняла однойменний мюзикл.